# Fotografía Schlieren

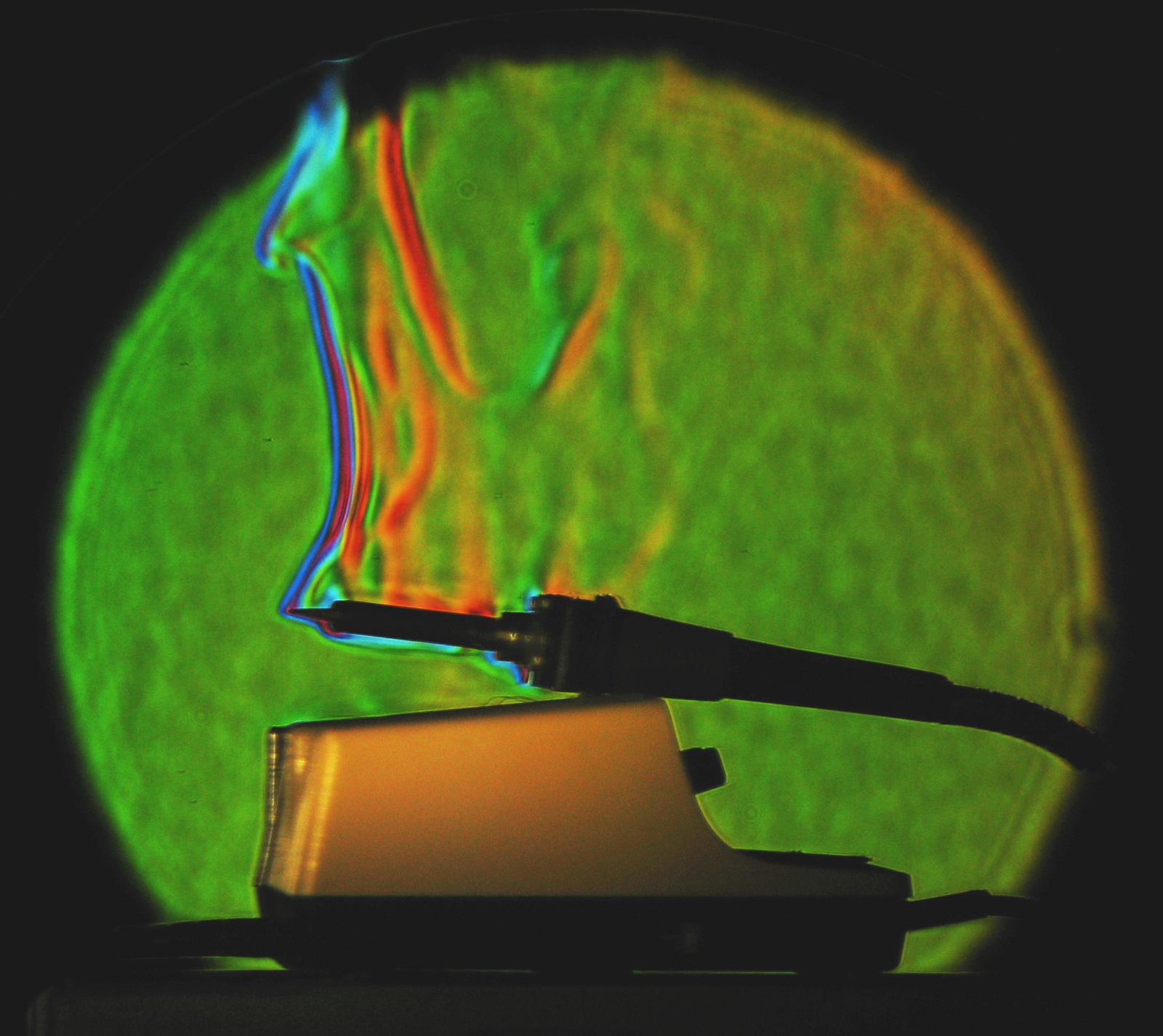
Fotografía schlieren en color, que muestra las diferencias de densidades del aire caliente sobre la punta de un soldador caliente.

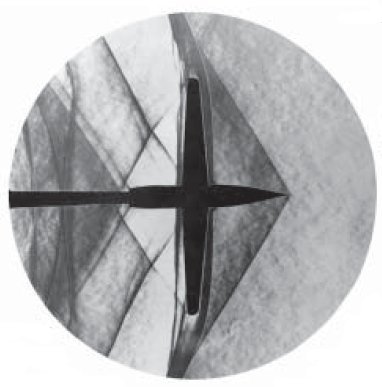
Una fotografía schlieren, que muestra la compresión schlieren del ala de un avión a mach 1.2.

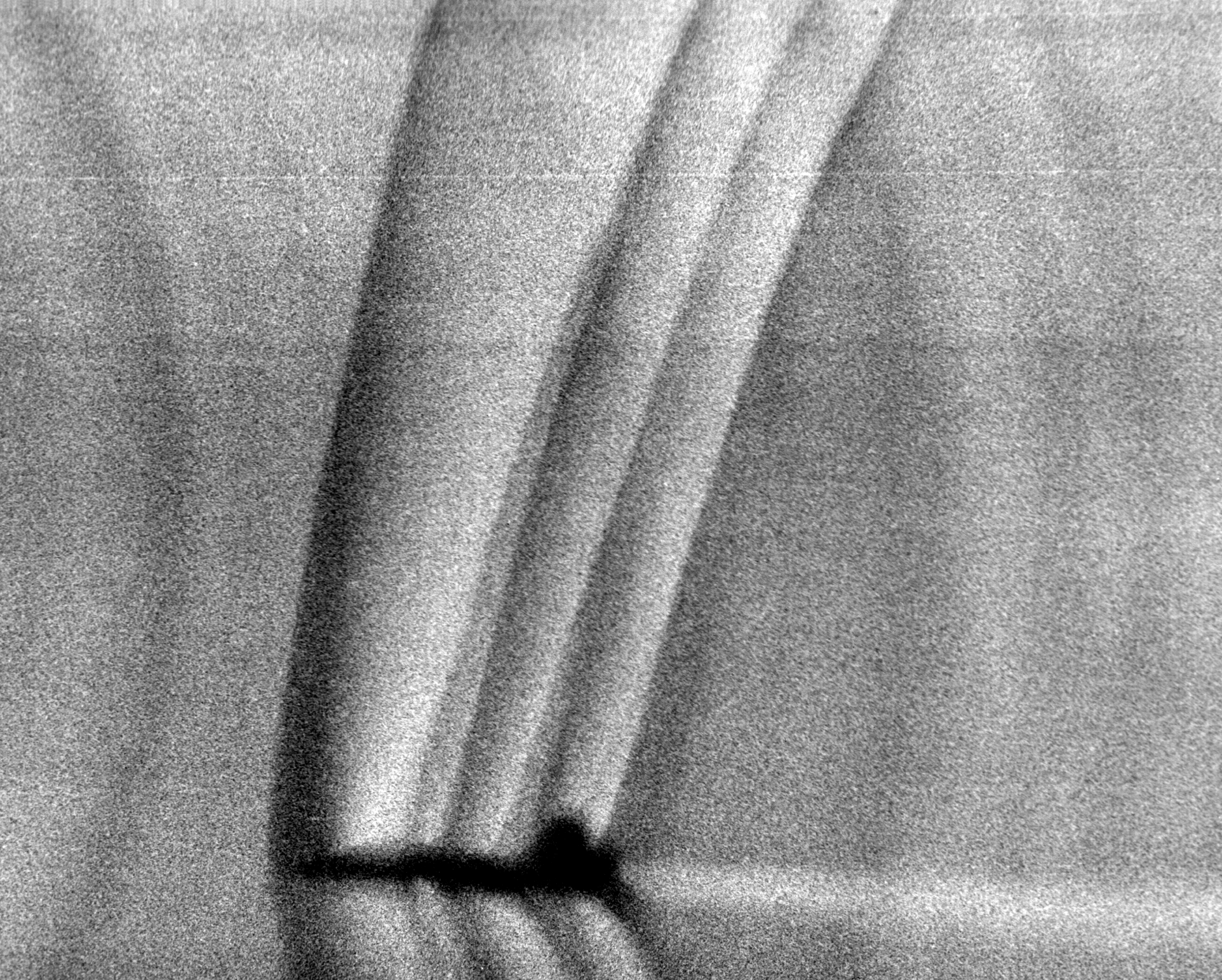
Fotografía schlieren de las ondas de choque, producidas por el avión T-38 Talon en vuelo.

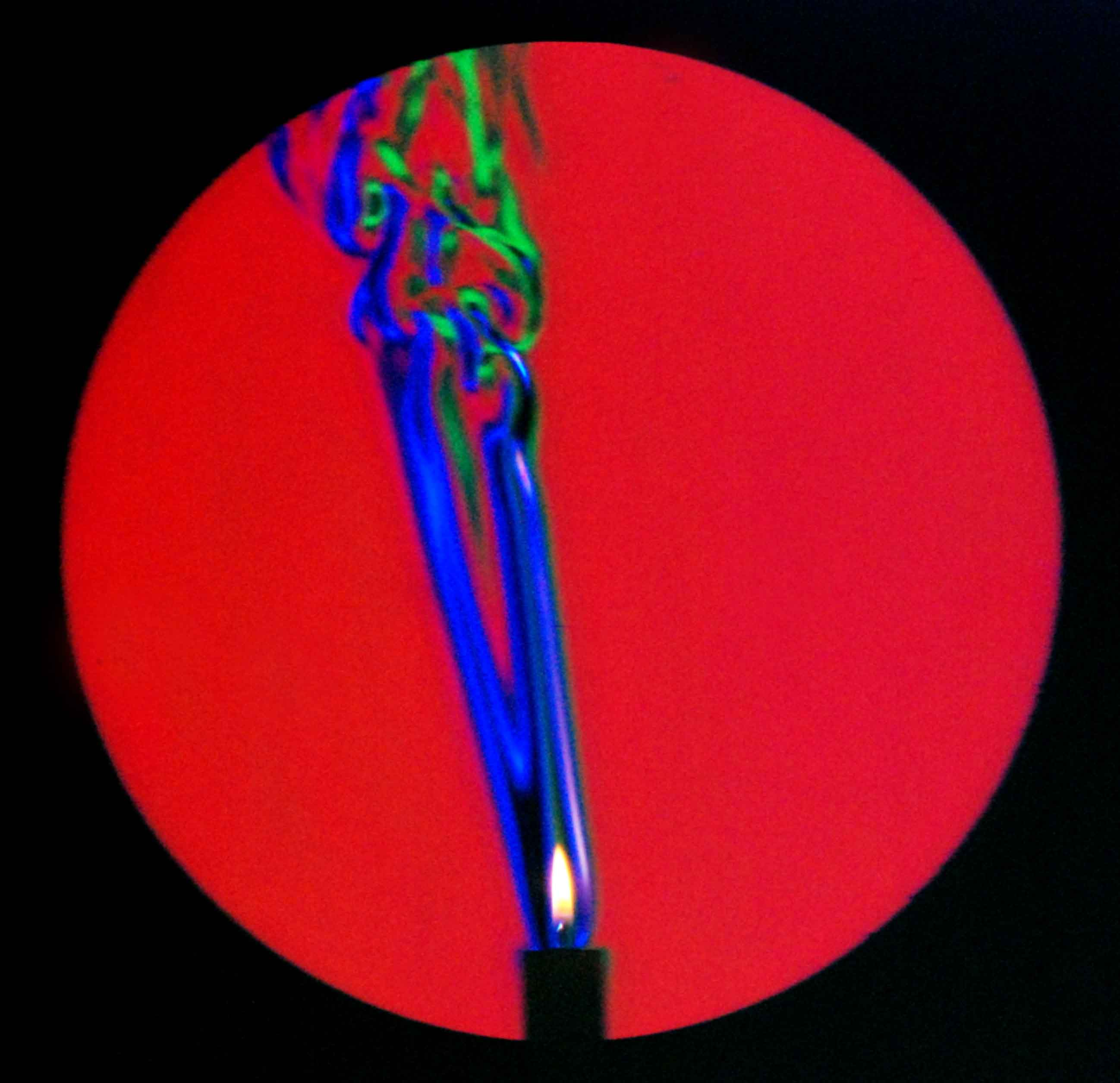
Fotografía schlieren en color, sobre una vela encendida, y perturbada por una brisa desde la derecha.

La fotografía schlieren o estrioscopía es un proceso óptico usado para fotografiar la variación de densidad de un fluido —conocido como "efecto schlieren"—, inventado en 1864 por el físico alemán August Toepler. Se utiliza para estudiar los flujos del aire en situaciones de velocidades supersónicas como pueden ser en aeronáutica o balística, para fotografiar el flujo de aire que rodea a un objeto en movimiento.
Su importancia está cambiando, debido al creciente uso de la mecánica de fluidos computacional, que usa el mismo principio para mostrar los resultados calculados informáticamente.

## Sistema óptico

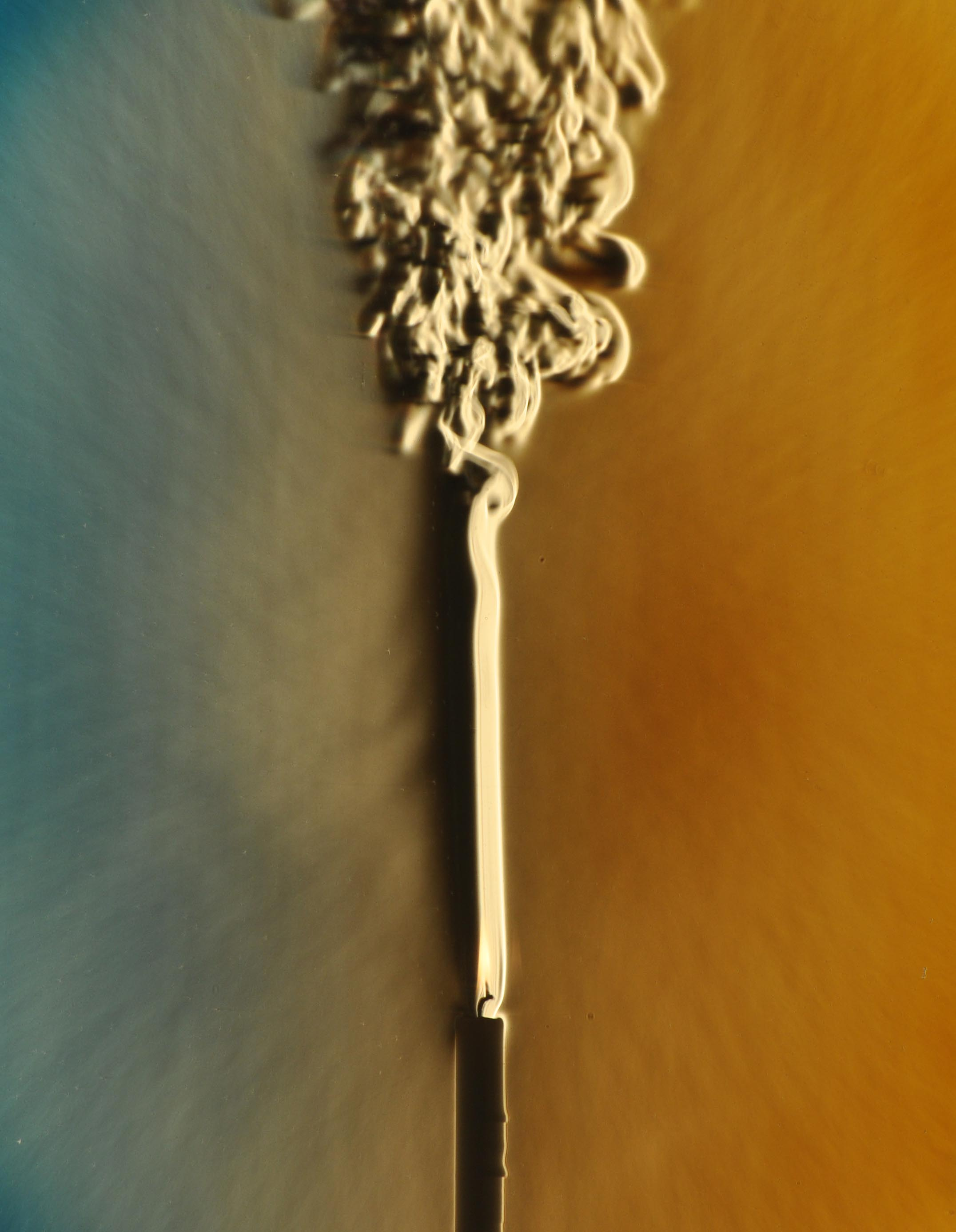
Muestra de fotografía

El primer sistema que observó el efecto, fue el diseñado por Robert Hooke con una gran lente convexa, y dos velas.
El "sistema de Schlieren" convencional se le atribuye al físico alemán August Toepler.
Actualmente, el sistema básico de Schlieren es un sistema óptico iluminado con luz colimada —de haces paralelos—, con fuente tras el objeto a observar. Las variaciones en el índice de refracción causadas por el gradiente de densidad del fluido en observación, distorsiona el haz de luz colimada. Esta distorsión en los haces de la luz, crea una variación espacial en la intensidad de la luz, que puede ser visualizado directamente como un gráfico de sombras.
En la fotografía de Schlieren, la luz colimada se enfoca con una lente, y se usa un cuchillo en el punto focal para bloquear la mitad del haz de luz. Cuando se observa un fluido de densidad uniforme, esto simplemente hará que la fotografía tenga la mitad de brillo. Cuando se observa un fluido con variaciones de densidad, el haz se focalizará de manera imperfecta, y las partes que están focalizadas en el área cubierta por el cuchillo quedarán bloqueadas. El resultado es un conjunto de manchas claras y oscuras, que corresponden a positivos y negativos de los gradientes de densidad del fluido en la dirección perpendicular al filo del cuchillo. Cuando se utiliza un cuchillo, el sistema se conoce generalmente como un "sistema de Schlieren" —schlieren system—, que mide la primera derivada de la densidad, en la dirección del filo del mismo. Si no se usa el cuchillo, el sistema es conocido como "gráfico de sombras" o umbrioscopía —Shadowgraph—, que mide la segunda derivada de la densidad.
Si el flujo del fluido es uniforme, la imagen será estable, pero cualquier turbulencia hará centellear la imagen, dando lugar al efecto brillante que puede verse en las superficies calientes en un día soleado. Para visualizar los perfiles de densidad instantánea, se puede usar un Flash, en lugar de una luz continua.

## Variaciones
Existen variaciones del sistema descrito anteriormente. Por ejemplo, se pueden obtener imágenes en color —Rainbow Schlieren—, sustituyendo el cuchillo por una diana de color.
Como sistema de óptica adaptativa, se puede usar un sensor de frente de onda piramidal, que produce una modificación en la imagen obtenida. Para ello, se usan dos cuchillos con los filos en perpendicular.
La URSS produjo una serie de sofisticados sistemas schlieren, basados en el principio del telescopio Maksútov, muchos de los cuales aún sobreviven en Rusia y China.
En la actualidad, apenas existen dispositivos schlieren comerciales, pero existen detalles sobre su teoría y construcción en "Settles' 2001 book".

## Schlieren digital
El sistema "schlieren digital" —Synthetic schlieren—en contraposición al sistema analógico arriba descrito, es una técnica de la fotografía digital que usa un procesado de imágenes mediante algoritmos matemáticos, para visualizar las variaciones de densidad de un fluido.